# ب‌ام‌و ۳آ
ب‌ام‌و ۳آ (به انگلیسی: BMW IIIa) یک موتور هواگرد ساختِ کارخانهٔ ب‌ام‌و در کشور آلمان است.